# خوزه پابلو کانتیلو
خوزه پابلو کانتیلو (انگلیسی: Jose Pablo Cantillo؛ زادهٔ ۳۰ مارس ۱۹۷۹) هنرپیشه اهل ایالات متحده آمریکا است که اصالتاً کاستاریکایی است. وی از سال ۲۰۰۳ میلادی تا کنون مشغول فعالیت بوده‌است. او به خاطر ایفای نقش ریکی ورونا در کرانک، هکتور در فرزندان آشوب و سزار مارتینز در سریال مردگان متحرک شناخته می‌شود.

## زندگی‌نامه
خوزه پابلو کانتیلو در خانواده اهل کاستاریکا در مارشفیلد، ویسکانسین متولد شد. وی در ایندیانا بزرگ شد و در همان‌جا مشغول به تحصیل شد، او در طی دوران تحصیل خود چهار سال در مسابقات تنیس حضور داشت و در سال ۱۹۹۶ نایب قهرمان شد. در سال ۲۰۰۳ از دانشگاه ایندیانا و در رشته بازاریابی فارغ‌التحصیل شد.
خوزه پابلو کانتیلو پس از گذراندن کلاس‌های آموزشی بازیگری به نیویورک مهاجرت کرد تا بتواند بازیگری را به‌طور حرفه‌ای دنبال کند. وی در سال ۲۰۰۵ و پس از حضور در تئاتر برادوی با بازی در فیلم غل و زنجیر در نقش گابریل گارسیا و مجموعه تلویزیونی سی‌اس‌آی: میامی در نقش خوان فرناندز وارد عرصه بازیگری شد.

## زندگی شخصی
در اواخر سال ۲۰۰۳، کانتیلو به همراه همسرش کریستی و دختر هفت ساله‌اش به کالیفرنیا نقل مکان کرد.

## فیلم‌شناسی

### سینمایی
| سال  | فیلم                          | نقش           | یادداشت |
| ---- | ----------------------------- | ------------- | ------- |
| ۲۰۰۵ | غل و زنجیر                    | گابریل گارسیا |         |
| ۲۰۰۶ | کرانک                         | ریکی ورونا    |         |
| ۲۰۰۷ | آشفته                         | افسر گوتیرز   |         |
| ۲۰۰۷ | نظافتچی                       | میگل          |         |
| ۲۰۰۸ | کمربند قرمز                   |               |         |
| ۲۰۰۹ | خیابان‌های خون                 | پپه           |         |
| ۲۰۰۹ | کرانک: ولتاژ بالا             | ریکی ورونا    |         |
| ۲۰۱۳ | الیسیوم                       | ساندرو        |         |
| ۲۰۱۵ | چپی                           | آمریکا        |         |
| ۲۰۱۵ | داستان هالووین: غرامت زنگ زده | مرد هلندی     |         |
| ۲۰۱۸ | ال چیکانو                     |               |         |
| ۲۰۲۱ | چری                           | گروهبان دکو   | پس‌تولید |

### تلویزیون
| سال       | نام           | نقش          | یادداشت                     |
| --------- | ------------- | ------------ | --------------------------- |
| ۲۰۰۵      | سی‌اس‌آی: میامی | خوان فرناندز |                             |
| ۲۰۰۸      | سپر           | آماندا ریوس  | حضور در قسمت‌های ۴ و ۶ فصل ۷ |
| ۲۰۱۰      | فرزندان آشوب  | هکتور        |                             |
| ۲۰۱۲–۲۰۱۳ | مردگان متحرک  | سزار مارتینز |                             |